# Копылов, Герцен Исаевич
Ге́рцен Иса́евич Копыло́в (27 марта 1925, Каменское, Екатеринославская губерния — 25 августа 1976, Дубна, Московская область) — советский физик, специалист в области прикладной релятивистской кинематики, популяризатор науки, преподаватель, переводчик и публицист, поэт, диссидент.

## Биография
Герцен Исаевич Копылов родился в 1925 году в городе Каменское, Днепропетровская область, Украина) в семье рабочего-переплётчика. В 1949 году окончил физический факультет МГУ, после чего преподавал в школе и техникуме, работал в Институте научной информации АН СССР. С 1955 года работал в Лаборатории высоких энергий в Объединённом институте ядерных исследований (Дубна), занимался исследованиями по прикладной релятивистской кинематике, разработкой теории и методологии моделирования многочастичных реакций в физике высоких энергий и интерферометрией тождественных частиц (см. Bose-Einstein correlations). С 1967 года — доктор физико-математических наук.
Герцен Копылов был крупнейшим специалистом в области прикладной релятивистской кинематики, его монография «Основы кинематики резонансов» стала настольной книгой для физиков-экспериментаторов, работающих в физике элементарных частиц.
Помимо научных, писал также научно-популярные работы, участвовал в переводе Фейнмановских лекций по физике.
Литературным творчеством занимался с 1949 года, писал нонконформистские сатирические стихи: «фольклорный» роман в стихах «Евгений Стромынкин» (1949—1956), «Четырёхмерная поэма» (1964—1972) и др. Стихи иногда подписывал псевдонимом Оскар Виттель.
Герцен Исаевич — отец российского учёного, методолога и научного журналиста Геннадия Копылова.
Умер 25 августа 1976 года в Дубне, похоронен там же на Большеволжском кладбище.

## Научные труды
- Копылов Г. И., «Основы кинематики резонансов», М.: Наука, 1970 г. , 488 стр. с илл.
- Kopylov G. I. Elementary Kinematics of Elementary Particles, Moscow: Mir Publishers, 1983. — 270 p. ISBN 978-0828527125.
- G. I. Kopylov, M. I. Podgoretskii, Mutual coherence functions of elementary particles and multiple production, Yad.Fiz. 19 (1974) 434—446.
- G. I. Kopylov, Like particle correlations as a tool to study the multiple production mechanism, Phys.Lett. B50 (1974) 472—474, DOI: 10.1016/0370-2693(74)90263-9.
- G. I. Kopylov, M. I. Podgoretsky, Multiple production and interference of particles emitted by moving sources, Yad.Fiz. 18 (1973) 656—666.
- G. I. Kopylov, M. I. Podgoretsky, Correlations of identical particles emitted by highly excited nuclei, Yad.Fiz. 15 (1972) 392—399.

### Переводы
Фейнмановские лекции по физике (1967)

## Научно-популярные труды
- Копылов Г. И. Всего лишь кинематика, выпуск 11 серии Библиотечка «Квант», М.: Наука, 1981, 176 с., 150000 экз.; переведена на эстонский, английский и испанский языки.
- Статьи Г. И. Копылова в журнале «Квант»

## Поэзия
- Копылов Г. И. Четырёхмерная поэма и другие неодномерные произведения // Страна и мир. — Мюнхен, 1990.
- Копылов Г. И. Евгений Стромынкин // ВИЕТ. — М., 1998. — № 2. — ISSN 0205-9606.